# Boutiourou
Boutiourou est une commune rurale située dans le département de Léo de la province de Sissili dans la région du Centre-Ouest au Burkina Faso.

## Géographie
Boutiourou est située à 12 km au nord de Léo.